# Amerotyphlops
Amerotyphlops es un género de serpientes ciegas perteneciente a la familia Typhlopidae. Se distribuyen por América, desde México hasta Argentina; también en el sur de las islas de Barlovento (Granada y Trinidad y Tobago).

## Especies
Se reconocen las 15 especies siguientes según The Reptile Database:
- Amerotyphlops amoipira (Rodrigues & Juncá, 2002)
- Amerotyphlops arenensis Graboski, Pereira-Filho, Silva, Costa Prudente & Zaher, 2015
- Amerotyphlops brongersmianus (Vanzolini, 1976)
- Amerotyphlops costaricensis (Jiménez & Savage, 1963)
- Amerotyphlops lehneri (Roux, 1926)
- Amerotyphlops microstomus (Cope, 1866)
- Amerotyphlops minuisquamus (Dixon, 1979)
- Amerotyphlops paucisquamus (Dixon, 1979)
- Amerotyphlops reticulatus (Linnaeus, 1758)
- Amerotyphlops stadelmani (Schmidt, 1936)
- Amerotyphlops tasymicris (Thomas, 1974)
- Amerotyphlops tenuis (Salvin, 1860)
- Amerotyphlops trinitatus (Richmond, 1965)
- Amerotyphlops tycherus (Townsend, Wilson, Ketzler & Luque-Montes, 2008)
- Amerotyphlops yonenagae (Rodrigues, 1991)